# Metaleptyphantes familiaris
Metaleptyphantes familiaris är en spindelart som beskrevs av Rudy Jocqué 1984. Metaleptyphantes familiaris ingår i släktet Metaleptyphantes och familjen täckvävarspindlar. Inga underarter finns listade i Catalogue of Life.